# Clarín cajamarquino
El clarín cajamarquino, también conocido como quehuayllo,[cita requerida] quepa[cita requerida] o shuccha (del quechua cajamarquino: shukcha ‘carrizo’), es un instrumento de viento típico de la música tradicional peruana, propio del departamento de Cajamarca, y también declarado Patrimonio Cultural de la Nación, cuyos registros documentarios datan del siglo XVIII.
Su diseño consta de tres cuerpos: un pabellón tradicionalmente de calabaza, aunque también hay vestigios de elaboración con coco u hojalata; el cuerpo, que es de una sola pieza de carrizo grueso de unos 3 o 4 metros de largo; y una boquilla desmontable de aproximadamente 10 centímetros.

## Historia
El clarín es un instrumento de larga data que es descrito en crónicas españolas en épocas de la invasión europea. En los últimos años se han encontrado hallazgos que evidencian el uso del instrumento en la antigüedad. Excavaciones arqueológicas como las realizadas en la localidad de Catan, en la provincia de Contumazá, hicieron posible el descubrimiento de un clarín de una longitud de 1.20 metros de largo, elaborado de hierro y que se presume pudo haber sido utilizado por los antiguos habitantes de la zona, los Caxamarcas.
Alrededor del mundo existen instrumentos diversos similares al clarín, entre los que destaca el erke, instrumento aerófono hecho de cañas unidas y compuesto de un cuerno doblado en el extremo muy usado en el altiplano de Perú, Bolivia y Argentina.
Es común asociar al Clarín Cajamarquino únicamente con el carnaval, sin embargo el clarinero está presente en diversas festividades o actividades que incluyen las jornadas de faenas agrícolas como la siembra o cosecha de trigo o maíz, jornadas comunales como la limpieza de acequias para el regadío, fiestas patronales y religiosas, ferias ganaderas o en las danzas típicas regionales como la danza de Los Chunchos o la danza de Los Incaicos, entre otros.

## Técnica de ejecución
La kepa o clarín cajamarquino es ejecutado solo por hombres, tiene una técnica de ejecución considerada por algunos como 'difícil' ya que para ejecutarlo el clarinero debe coger con una mano el cuerpo del instrumento y sostenerlo con el pabellón hacia arriba en una dirección diagonal, y con la otra mano agarrar la boquilla para soplar fuertemente a través de ella. 
El sonido ronco del clarín se genera en la boquilla del instrumento, la misma que transmite una vibración producto del aire contenido que los labios del intérprete descargan. La entonación de melodías se hace a base de piques y continuos, al igual que en otros instrumentos de viento. La técnica mejora con la práctica por lo que se espera que después de un tiempo los sonidos puedan empezar a emitirse sin mucho esfuerzo.
Tradicionalmente, el clarinero siempre está acompañado de ejecutantes de dos instrumentos más: la Caja (instrumento musical andino) y la flauta, combinación histórica en Cajamarca que manifiesta una de las postales típicas del folklore local.
Según algunos investigadores, el Clarín Cajamarquino por su composición, estructura, tamaño y por las notas pentafónicas que genera, emite un sonido distintivo, una vibración singular para quienes lo escuchan lo que hace que se diferencie de otros instrumentos de viento similares al clarín.

## Actualidad
Debido al poco desarrollo y difusión de la técnica y con el fin de preservar el legado cultural de los antiguos peruanos, el Clarín Cajamarquino fue declarado Patrimonio Cultural de la Nación en el año 2008 aunque todavía queda mucho por difundir para conservar la tradición.
Un actor importante en el desarrollo cultural del clarín es la Confederación de Clarineros y Cajeros de Cajamarca la cual, como medida de preservación, ha realizado festivales para difundir la tradición musical del instrumento y hasta creó dos escuelas de música especializadas en clarín.